# Небылое
Небыло́е — село в Юрьев-Польском районе Владимирской области. Административный центр Небыловского сельского поселения.

## География
Село расположено на берегу реки Яхрома (приток Колокши) в 25 км на юго-восток от Юрьев-Польского.

## История
Село впервые упоминается в 1464 году. В XV веке здесь был основан Козьмин монастырь. В XVII веке село и монастырь были разорены поляками.
До революции село входило в состав Андреевской волости Владимирского уезда. В 1859 году в селе числилось 123 дворов, в 1905 году — 186 дворов.
С 1929 года село являлось центром Небыловского сельсовета Юрьев-Польского района. С 1935 по 1963 год село являлось районным центром Небыловского района. С 1963 года — в составе Юрьев-Польского района, с 2005 года — центр Небыловского сельского поселения.

## Население
| 1859  | 1897  | 1905  | 1926  | 1939  | 1959  | 2002  |
| ----- | ----- | ----- | ----- | ----- | ----- | ----- |
| 768   | ↗978  | ↗1108 | ↗1286 | ↗1455 | ↗1593 | ↘1550 |
| 2010  | 2021  |       |       |       |       |       |
| ↘1528 | ↘1201 |       |       |       |       |       |

## Инфраструктура
В селе расположены Небыловская средняя общеобразовательная школа (открыта в 1962 году), детская школа искусств, амбулатория № 1 Юрьев-Польской ЦРБ, операционная касса № 2484/038 Сбербанка России, пожарная часть № 37, участковый пункт полиции, отделение федеральной почтовой связи.

## Достопримечательности
- Космин Яхромский монастырь (1492)
  - Никольская надвратная церковь (1694)
  - Успенская церковь (1675)
  - Спасская церковь (1666—1675)
- Памятник жителям села Небылого, погибшим в Великой Отечественной войне